# Luke Edward Wright
Pour les articles homonymes, voir Wright.
Luke Edward Wright, né le 29 août 1846 dans le comté de Giles (Tennessee) et mort le 17 novembre 1922 à Memphis (Tennessee), est un homme politique et diplomate américain. Membre du Parti démocrate puis du Parti républicain, il est gouverneur général des Philippines entre 1904 et 1906, ambassadeur des États-Unis au Japon entre 1906 et 1907 puis secrétaire à la Guerre entre 1908 et 1909 dans l'administration du président Theodore Roosevelt.

## Annexe